# Třída Oregon City
Třída Oregon City byla třída těžkých křižníků amerického námořnictva z období druhé světové války. Celkem bylo rozestavěno 10 jednotek této třídy, z toho tři byly dokončeny jako těžké křižníky a jedna jako velitelská loď. Některé prameny považují Oregon City za podtřídu křižníků třídy Baltimore. Od té se lišila především kompaktnější nástavbou s pouze jedním komínem. Křižníky třídy Oregon City byly ve službě v letech 1946–1973. Jeden byl v 50.–60. letech přestavěn na raketový křížník třídy Albany.

## Stavba
Jako třída Oregon City jsou označovány křižníky postavené jako modifikovaná verze třídy Baltimore s kompaktnější nástavbou. Zakázku na stavbu osmi křižníků získala americká loděnice Fore River Shipyard (součást Bethlehem Steel Corp.) v Quincy, přičemž další dva měla postavit loděnice Philadelphia Navy Yard ve Filadelfii. Po skončení druhé světové války však byla stavba sedmi křižníků zrušena, pouze Northampton byl po nějaké době dokončen ve značně modifikované podobě jako velitelská loď.
Jednotky třídy Oregon City:
| Jméno                    | Loděnice               | Založení kýlu | Spuštěna        | Vstup do služby   | Poznámka                                                                        |
| ------------------------ | ---------------------- | ------------- | --------------- | ----------------- | ------------------------------------------------------------------------------- |
| USS Oregon City (CA-122) | Fore River             | 1944          | 9. června 1945  | 16. února 1946    | Vyřazen 1947, vyškrtnut 1970, sešrotován.                                       |
| USS Albany (CA-123)      | Fore River             | 1944          | 30. června 1945 | 1946              | Přestavěn na raketový křižník, vyřazen 1980, vyškrtnut 1985, sešrotován.        |
| USS Rochester (CA-124)   | Fore River             | 1944          | 28. srpna 1945  | 20. prosince 1946 | Vyřazen 1961, vyškrtnut 1973, sešrotován.                                       |
| USS Northampton (CA-125) | Fore River             | 1944          | 27. ledna 1951  | 7. března 1953    | Dokončen jako velitelská loď USS Northampton (CLC-1), vyřazen 1970, sešrotován. |
| USS Cambridge (CA-126)   | Fore River             | –             | –               | –                 | Stavba zrušena.                                                                 |
| USS Bridgeport (CA-127)  | Fore River             | –             | –               | –                 | Stavba zrušena.                                                                 |
| USS Kansas City (CA-128) | Fore River             | 1945          | –               | –                 | Stavba zrušena.                                                                 |
| USS Tulsa (CA-129)       | Fore River             | –             | –               | –                 | Stavba zrušena.                                                                 |
| USS Norfolk (CA-137)     | Philadelphia Navy Yard | 1944          | –               | –                 | Stavba zrušena.                                                                 |
| USS Scranton (CA-138)    | Philadelphia Navy Yard | 1944          | –               | –                 | Stavba zrušena.                                                                 |

## Konstrukce

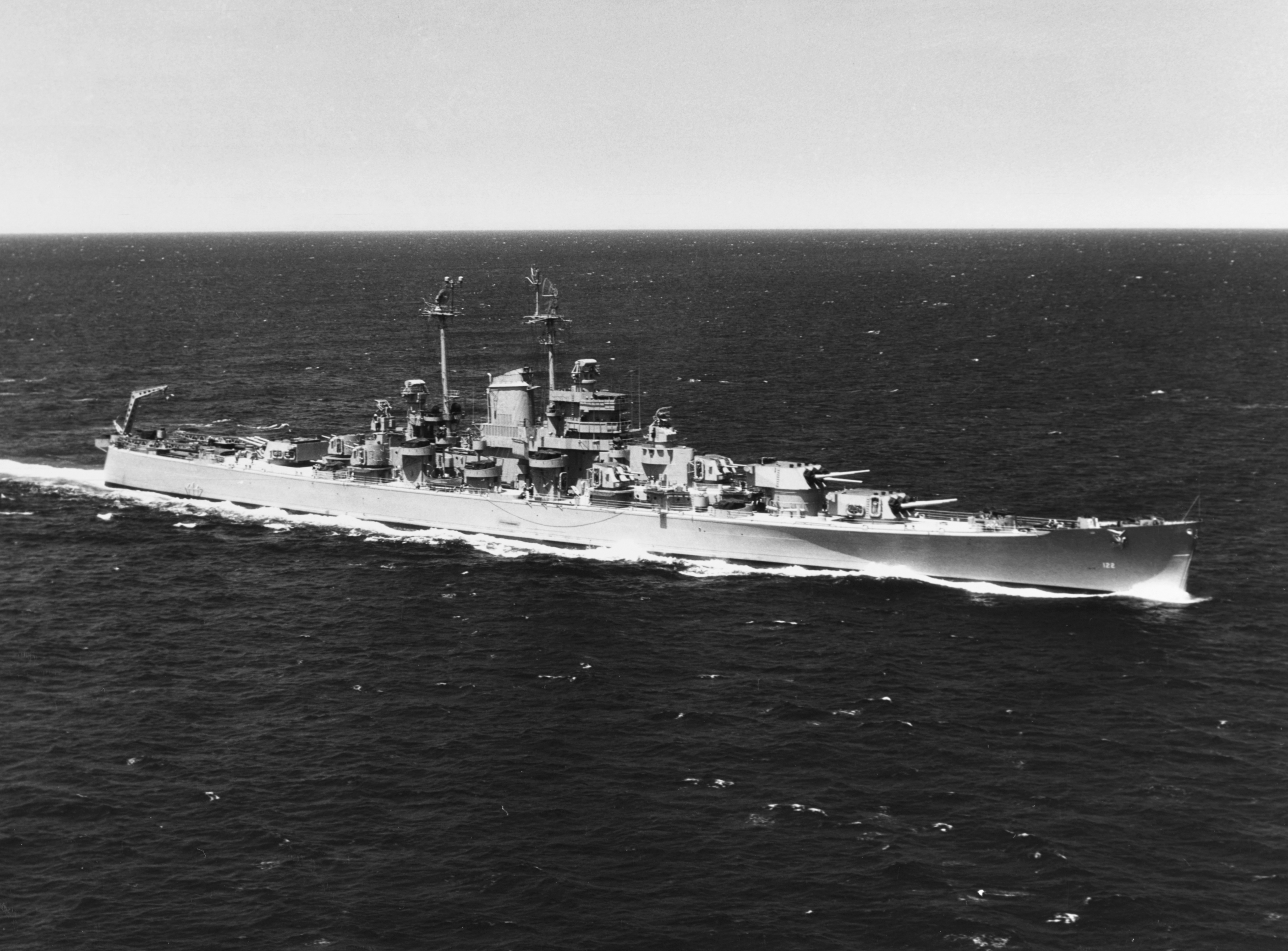
USS Oregon City (CA-122)

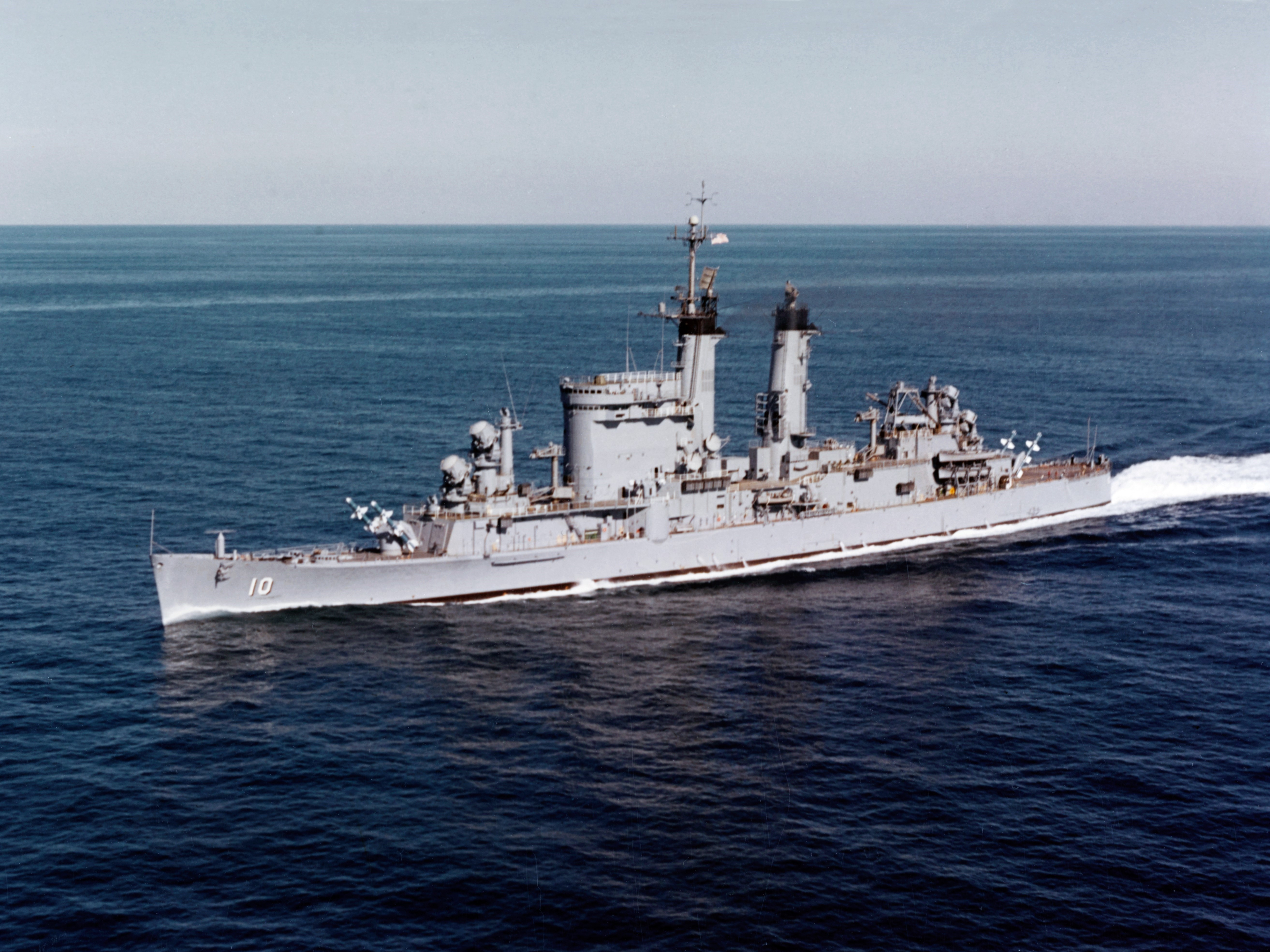
USS Albany (CG-10) po modernizaci

Křižník Oregon City po dokončení nesl devět 203mm kanónů ve trojdělových věžích, dvanáct 127mm kanónů ve dvojdělových věžích, dále 40mm kanónů Bofors ve čtyř a dvouhlavňových kompletech a deset jednohlavňových 20mm kanónů Oerlikon. Pohonný systém tvořily čtyři kotle Babcock & Wilcox a čtyři turbíny General Electric o výkonu 120 000 shp, pohánějící čtyři lodní šrouby. Nejvyšší rychlost dosahovala 33 uzlů. Dosah byl 10 000 námořních mil při rychlosti 15 uzlů.

## Přestavba na raketové křižníky
Když s nástupem raketových zbraní řešilo americké námořnictvo využití řízených střel u svých válečných lodí, bylo rozhodnuto část lodí tříd Baltimore a Oregon City přestavět na raketové křižníky. Křižník USS Albany se po rozsáhlé přestavbě stal první jednotkou nové třídy Albany.